# الانگودی، پاپاناسام تالوک
الانگودی، پاپاناسام تالوک (به انگلیسی: Alangudi, Papanasam taluk) یک منطقهٔ مسکونی در هند است که در تامیل نادو واقع شده‌است.

## خصوصیات
الانگودی ۱٬۶۷۴ نفر جمعیت دارد.